# Chalou-Moulineux
Chalou-Moulineux ist eine französische Gemeinde mit 380 Einwohnern (Stand: 1. Januar 2022) im Département Essonne in der Region Île-de-France; sie gehört zum Arrondissement Étampes und zum Kanton Étampes. Die Einwohner heißen Calo-Moulinotins.

## Geographie
Chalou-Moulineux liegt etwa 57 Kilometer südsüdwestlich von Paris am Oberlauf des Flüsschens Chalouette, das hier zu einem kleinen See aufgestaut wird. Umgeben wird Chalou-Moulineux von den Nachbargemeinden Chalo-Saint-Mars im Norden und Nordosten, Guillerval im Osten und Südosten, Monnerville im Süden, Pussay im Süden und Südwesten sowie Congerville-Thionville im Westen.

## Bevölkerungsentwicklung
| Jahr                       | 1962 | 1968 | 1975 | 1982 | 1990 | 1999 | 2006 | 2019 |
| Einwohner                  | 232  | 226  | 232  | 303  | 389  | 370  | 396  | 404  |
| Quellen: Cassini und INSEE |      |      |      |      |      |      |      |      |

## Sehenswürdigkeiten
- Kirche Saint-Aignan aus dem 11. Jahrhundert, Monument historique seit 1926
- frühere Kirche Saint-Thomas-Becket, 1228 erbaut, bis 1793 als Kirchbau genutzt, Monument historique seit 1931
- ehemaliges Waschhaus aus dem 19. Jahrhundert

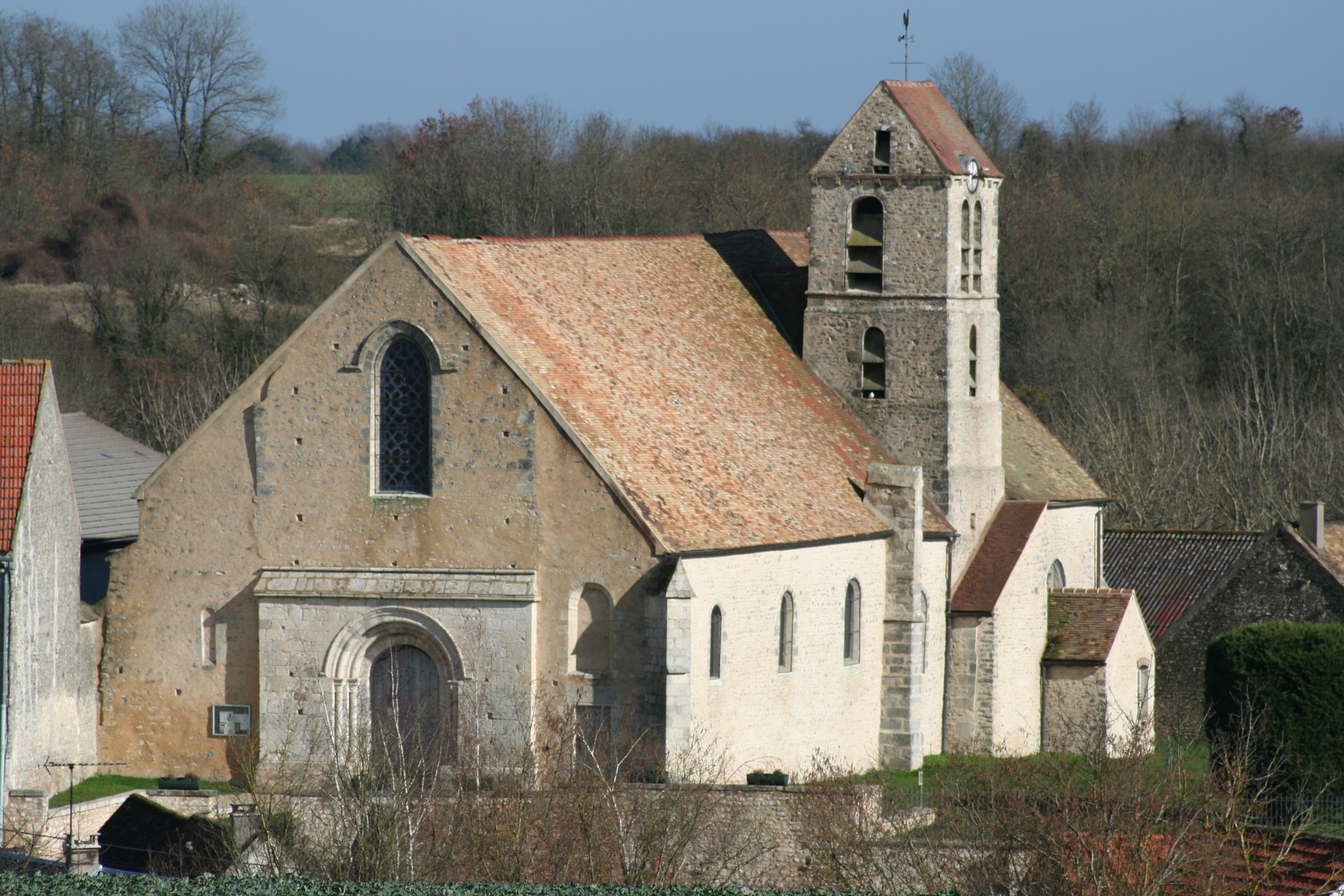
Kirche Saint-Aignan
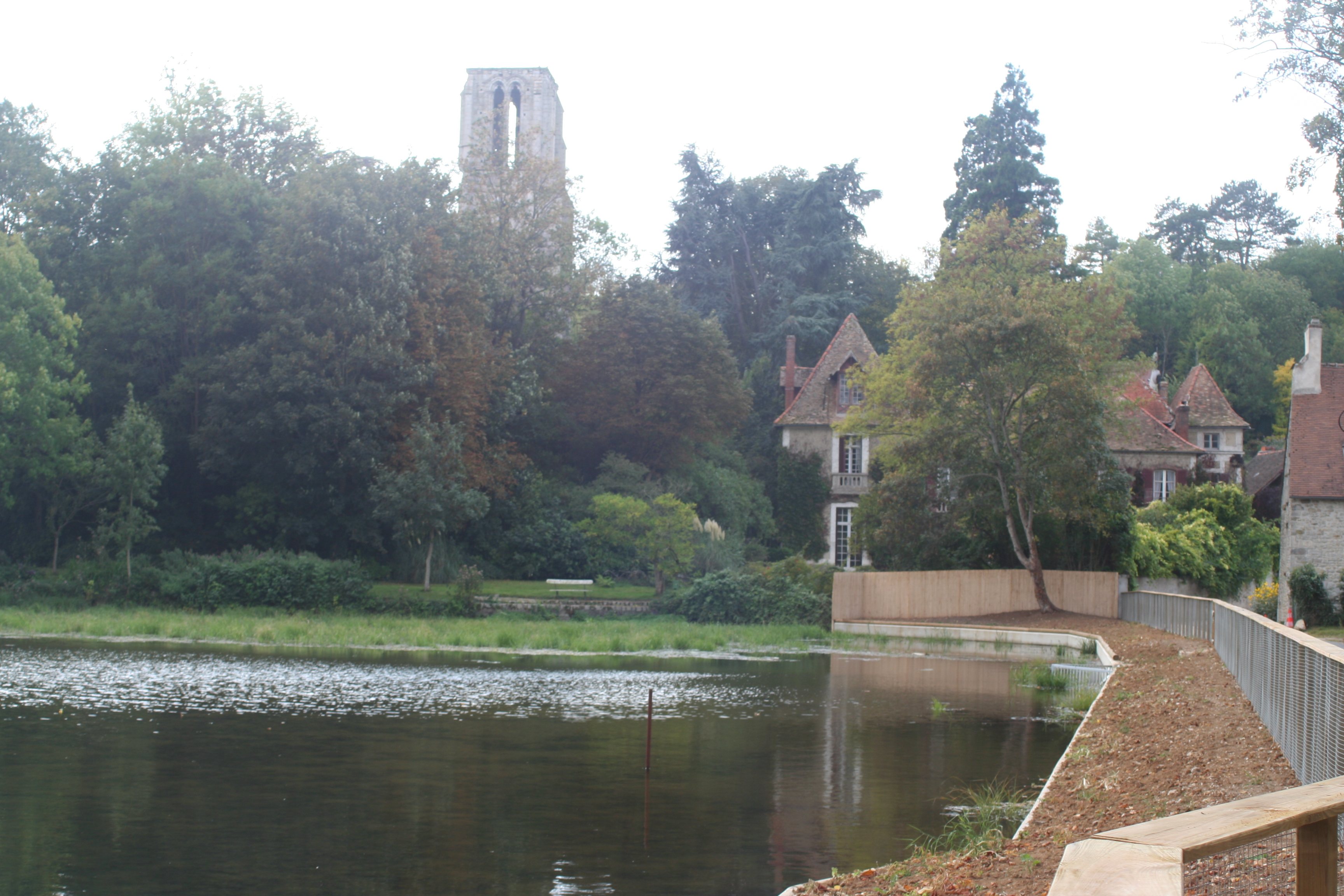
Kirche Saint-Thomas-Beckett
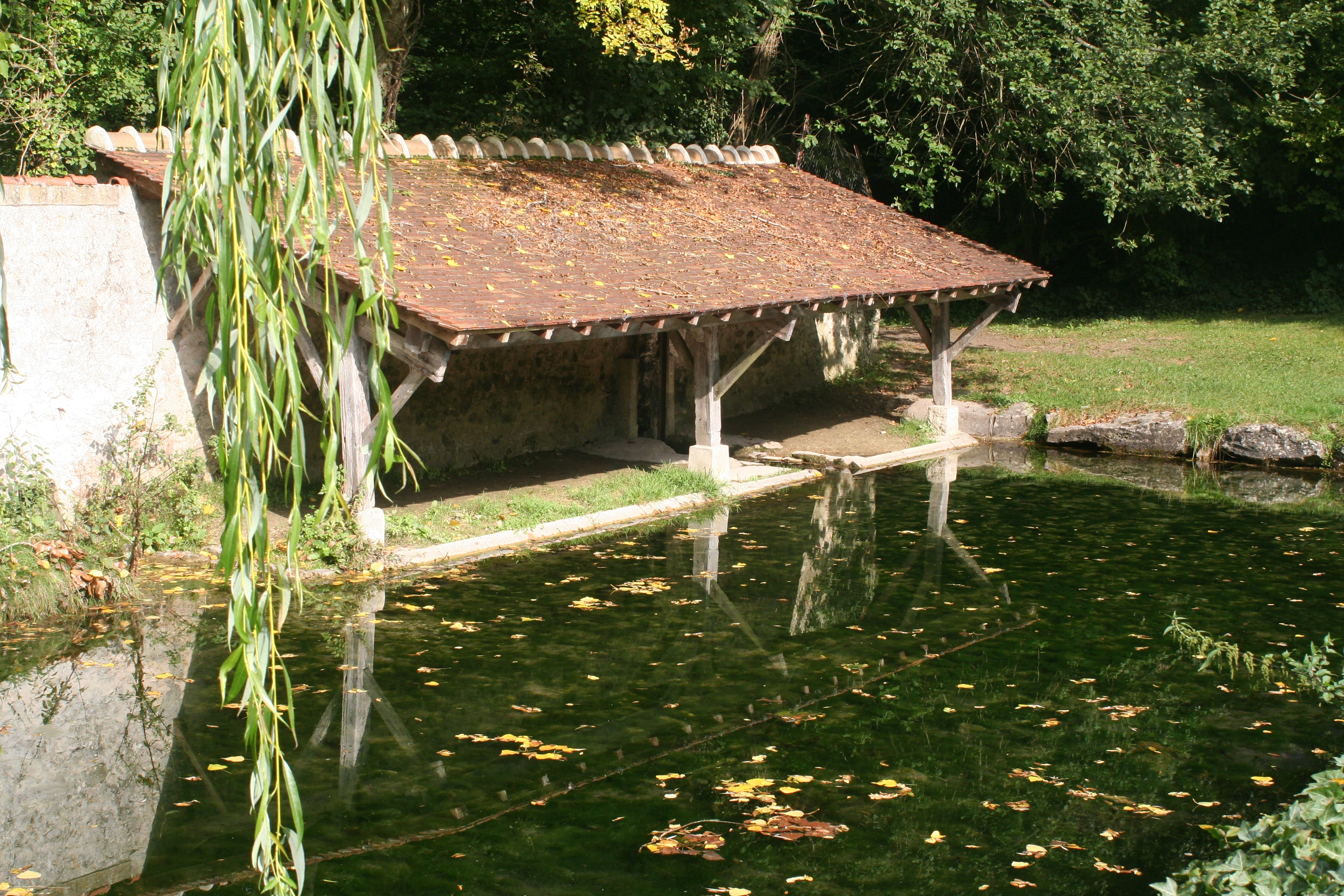
Ehemaliges Waschhaus